# Ruby Pocorni
Ruby Violet Pocorni-van Sichem (Kalebaskreek, 4 februari 1949) is een Surinaamse regisseuse, actrice, schrijfster, producent, en directrice. Ze behoort tot de eerste vrouwelijke Surinaamse filmregisseurs en tevens maakte ze de eerste originele jeugdfilm getiteld "Sjommie" voor haar land .

## Levensloop
Ze werd geboren en getogen in Kalebaskreek in het district Saramacca, Suriname. Na vele baantjes te hebben gehad, zoals lerares Spaanse en Franse handelseconomie, importeur, manager en filmhuis directrice van "de Tower", ontdekte ze het acteren halverwege de jaren 90. Ze sloot zich aan bij een onervaren acteurs ensemble en debuteerde in de film "Gespannen Borsten" van John Slagveer. Er volgden in drie jaar tijd nog zes producties van maatschappij "Surte film", die min of meer Surinaamse komedies waren. In 2000 besloot Pocorni met collega-acteur Nizam Ozir om een serieuze film te maken getiteld "Mustafa", die goede kritieken kreeg in binnen- en buitenland, en die verscheen op het Filmfestival van Rotterdam en het Nederlands Filmfestival.
Ze richtte in 2003 "Stichting Films Suriname" op en maakte haar debuut als regisseuse met de eerste jeugdfilm getiteld "Sjommie". In 2004 volgde "Sjommie deel 2". Ze omarmde het jeugdfilmgenre en in 2005 volgde nog "Sprietje, het zwervertje" (ook wel "Hesdy Pierau" genaamd). In al deze films speelde acteur Diego Nurse de hoofdrol. In 2006 besloot Pocorni de documentaire "Tears of the Suriname Jungle" te maken, gebaseerd op het Bloedbad van Moiwana in 1986.
Ze kreeg op 24 november 2009 een gedecoreerde onderscheiding van het kabinet van de president, voor haar bijdragen aan het vaderland Suriname. In 2011/2012 maakte Pocorni met Diego Nurse enkele promotiefilmpjes van 10 minuten voor mensen met een beperking, dit om deze vergeten groep een stimulans te geven en onder de aandacht te brengen van de Surinaamse bevolking.

## Filmgrafie (beknopt)
- Gespannen Borsten (1998-2000) (als actrice)
- Mustafa (2001) (als actrice)
- Ghetto (2002) (als regisseuse)
- Sjommie (2003) (als regisseuse)
- Sjommie deel 2 (2004) (als regisseuse)
- Sprietje, het zwervertje (2005) (als regisseuse)
- Tears of the Suriname Jungle (2006) (als regisseuse)